# Проект «Венона»
Прое́кт «Вено́на» (англ. Project Venona) — кодовое название секретной программы контрразведки США по расшифровке советских шифрованных донесений, начатой 1 февраля 1943 года и закрытой 1 октября 1980 года. Проект позволил оценить масштаб советского шпионажа в США и других странах, а также установить или подтвердить личности многих агентов. Однако доказательства, полученные с помощью «Веноны», не могли быть предъявлены в суде или широкой публике, так как проект оставался засекреченным до середины 1990-х годов. В силу этого некоторые агенты не были судимы вообще, вина других не была доказана или оспаривалась. «Venona» — произвольное кодовое слово, на начальных стадиях проекта использовались и другие названия: Jade, Bride, Drug, пока не остановились на «Веноне». Расшифровкой занималась сначала Служба разведки каналов связи США, а затем Агентство национальной безопасности.

## Исторический фон
Образование Коминтерна в 1919 году, сопровождавшееся созданием по всему миру верных Советской России коммунистических партий, часть деятельности которых велась нелегально, особенно в США, одновременно создавало удобную начальную базу для создания советских разведывательных сетей. Первым серьёзным предупреждением властям США о советском шпионаже можно считать разоблачение разведчика Вальтера Кривицкого, который, опасаясь репрессий в СССР, стал в 1937 году невозвращенцем. В частности, он указал агентов — сестру и жену секретаря компартии США Эрла Браудера. Последующие разоблачения бывших шпионов Уиттекера Чамберса и Элизабет Бентли, а также перебежчика Игоря Гузенко подтвердили картину развитого советского шпионажа в Америке.
После окончания Второй мировой войны и на фоне громких разоблачений и процессов, например, дела Розенбергов о ядерном шпионаже, в США наступила эпоха маккартизма с постоянным поиском советских шпионов.
Архивы КГБ по внешней разведке остаются закрытыми, но в 1990 году начальник ПГУ Леонид Шебаршин признал, что у СССР были хорошие источники информации в верхушках всех военно-политических групп в США. 
Сведения, полученные через проект «Венона», позволяют заглянуть внутрь разведки и подтвердить или опровергнуть подозрения в шпионаже и предательстве. Поскольку первые сведения о «Веноне» стали известны широкой публике лишь в 1986 году, когда вышли мемуары Роберта Лэмфера, а официально были раскрыты только в 1995 году. К тому моменту они представляли не оперативный, а исторический интерес, но к моменту публикации некоторые агенты были ещё живы, хотя и неподсудны.
Дополнительный интерес для истории коммунистического движения представляют опубликованные в Англии в результате проекта «Венона» секретные сообщения, показывающие степень контроля московского руководства над Коминтерном. Так, после роспуска Коминтерна в 1943 году Москва высылает специальные инструкции, как теперь собирать разведданные.

## История проекта «Венона»
В 1930 году в США под руководством легендарного криптографа Уильяма Фридмана в Арлингтон-Холле была создана глубоко засекреченная Служба армейской радиоразведки (Служба разведки сигналов). Агентству удалось добиться значительных успехов в расшифровке передач. Самым значительным достижением был взлом японского «Пурпурного кода». Из расшифрованных сообщений, которые слали в Токио японские военные атташе в Берлине и Хельсинки, создавалось впечатление, что финские криптоаналитики достигли некоторых успехов в расшифровке советских сообщений. Это показало американским спецслужбам, что взлом советского шифра в принципе возможен.
В 1943 году Федеральное агентство по связи США конфисковало незаконные радиопередатчики в советских консульствах, и в спецслужбы США стали поступать в большом количестве зашифрованные телеграфные сообщения между консульствами и Москвой. В том же году 1 февраля в Арлингтон-Холле был начат проект по расшифровке советских сообщений под кодовым названием «Венона». Название проекта претерпело ряд изменений: поначалу он назывался «Брайд» (англ. Bride), потом «Драг» (англ. Drag), а затем сменил на ставший окончательным вариант «Венона» (англ. Venona). Первым руководителем была Джин Грабил (англ. Gene Grabeel). Основную массу сотрудников представляли молодые женщины с интересом к математике. Постепенно отдел расширялся; наиболее значительным сотрудником был Мередит Гарднер, до вербовки в армию в 1940 году работавший преподавателем лингвистики. Гарднер свободно владел французским, немецким, греческим, итальянским, японским, латинским, литовским, испанским и русским языками. В довершение к этому он обладал необычайными аналитическими способностями.
Другими важными сотрудниками были лейтенант Фердинанд Кудерт (англ. Ferdinand Coudert), специалист по славянским языкам, знавший также французский, немецкий, японский, наряду с русским, болгарским и сербским, капитан Уильям Смит (англ. William B.S. Smith), бывший издатель, владевший французским и бретонским, а также криптографы Женевьева Файнштейн (англ. Genevieve Feinstein), Сесиль Филлипс (англ. Cecil Phillips) и доктор Ричард Либлер.
Никакие классические и новые методы криптоанализа не могли ничего сделать против шифра Вернама, пока Ричард Халлок, бывший до войны археологом, не доказал, что советские шифровальщики допускали повторное использование ключей. Первые передачи удалось прочесть в 1944 году благодаря Сесилю Филлипсу, Женевьеве Файнштейн и Люсиль Кэмпбелл (англ. Lucille Campbell). В 1946 году Мередит Гарднер смог прочесть сообщение от 1944 года и понял, что речь идёт о ядерном шпионаже.
Проект был расширен. В 1947 году в курс дела было введено ФБР, которое на долгий период подключило к Мередиту Гарднеру своего офицера Роберта Лэмфера, впоследствии — автора первых мемуаров о «Веноне». С 1948 года началось сотрудничество США и Великобритании, тем более что некоторые ядерные шпионы были найдены в Англии. Например, Лэмфер допрашивал Клауса Фукса в Великобритании и смог получить от него показания на связного Гарри Голда (кличка «Раймонд»). «Венона» показала также, что неизвестный агент «Барон» сообщал в Москву из Англии результаты перехватов «Энигмы», хотя сам факт расшифровки «Энигмы» был строго засекречен. При этом складывалась парадоксальная ситуация: величайший секрет разведки США — чтение советских депеш, из которых узнали, что советская разведка знала величайший секрет британской разведки, состоявший в том, что они читали немецкие депеши.
С 1953 года участие в проекте приняло и ЦРУ. Чтение распространилось с переписки НКВД также и на ГРУ и его военно-морской отдел. Наибольшие успехи, имевшие практическое значение, были достигнуты в 1948—1951 годах, когда были раскрыты:
- Клаус Фукс[26]
- Гарри Голд
- Рут и Дэвид Гринглассы
- Теодор Холл
- Юлиус и Этель Розенберги
- Гай Бёрджесс[27]
- Доналд Маклейн[27]
- Ким Филби
- Гарри Уайт
- Сергей Курнаков

Помимо этого, в разные годы были раскрыты:
- Седрик Белфрейдж[28]
- Элизабет Бентли[29]

Прогресс был достигнут в 1953 году, когда вскрылась возможность использовать полуобгоревшую советскую книгу кодов, найденную в Третьем рейхе ещё в 1945 году. В 1960 году англичанам удалось прочесть часть переписки военно-морского отдела ГРУ. И наконец, в 1960—1980 годах удалось расшифровать ещё ряд старых сообщений, которые позволили, в том числе, получить окончательные доказательства вины Розенбергов. Новые и иногда представлявшие значительный интерес сведения удавалось извлекать довольно долго. Так, в 1978—1980 годах удалось расшифровать ещё 39 телеграмм. Тем не менее 1 октября 1980 года проект «Венона» был закрыт — главным образом из-за устаревания изучаемого материала.
Проект оставался официально засекреченным до 1995 года, хотя первые мемуары о нём вышли в 1987 году.

## Техническая сторона
В 1943 году Федеральное агентство по связи США в рамках слежения за эфиром во время войны обнаружило, что из советских консульств в Сан-Франциско и Нью-Йорке ведутся несанкционированные радиопередачи. Радиоаппаратура была конфискована, и персонал консульств перешёл на обычный коммерческий телеграф. Таким образом, собственно, перехват передач никакой технической сложности не составлял.
Как выяснилось впоследствии, передачи подвергались двойной шифровке. Прежде всего, в сообщении, как правило, не употреблялись настоящие имена людей или организаций, а только условные названия. Писали не «президент Рузвельт», а «капитан», вместо «секретарь компартии Браудер» писали «рулевой». Сообщение затем переводилось с помощью кодовой книги в числа, то есть, слова и буквы заменялись на числовые коды. Затем применялся шифр Вернама (англ. оne-time pad — схема одноразовых блокнотов), который, в теории, обладает абсолютной криптографической стойкостью. На практике, однако, шифр может быть скомпрометирован неправильным использованием, если одноразовый ключ был не вполне случайный или если использовался повторно, тем самым перестав быть одноразовым. В 1942 году в НКВД по неизвестной причине сделали ошибку и составили книгу одноразовых ключей, в которой встречались повторы. Повторы наблюдались вплоть до 1948 года и прекратились, вероятно, после того, как советские агенты Уильям Вайсбанд и Ким Филби сообщили, что донесения советской разведки расшифровываются.
При процедуре шифрования открытый текст переводился в числа с помощью кодовой книги, затем объединялся операцией «исключающее ИЛИ» с ключом, называемым одноразовым блокнотом или шифроблокнотом. Если один и тот же шифроблокнот применён к двум открытым текстам, неизбежно появляются статистические закономерности. Скажем, если применить операцию «исключающее ИЛИ» к двум текстам с одинаковым шифроблокнотом, получится два открытых текста, объединённых операцией «исключающее ИЛИ»; такой текст уже допускает частотный анализ. Существовало мнение, что одноразового повтора недостаточно для взлома кода. Тем не менее, Ричард Халлок, обнаруживший повторы, смог продвинуться в расшифровке кода. В 1944 году удалось идентифицировать начальные точки текста и впервые расшифровать некоторые передачи. В 1946 году Мередит Гарднер начал реконструкцию советских одноразовых блокнотов; он же прочёл первые сообщения по ядерному проекту. В 1947 году были раскрыты некоторые кодовые имена агентов. Другие донесения остались неуязвимы до самого закрытия проекта в 1980 году.

## Обзор результатов
| Год  | расшифр. | источник |
| ---- | -------- | -------- |
| 1942 | 1,8 %    | НКВД     |
| 1943 | 15,0 %   | НКВД     |
| 1943 | 50,0 %   | ВМ ГРУ   |
| 1944 | 49,9 %   | НКВД     |
| 1945 | 1,5 %    | НКВД     |

Процент успешно расшифрованных депеш сильно зависит от года перехвата. Кроме того, многие сообщения были расшифрованы спустя заметное время после перехвата, когда основной ущерб от шпионажа уже был нанесён. Были перехвачены сотни тысяч сообщений 1941—1945 годов, так что деятельность участников «Веноны» на первых порах заключалась в сортировке и распределении по источникам, многие из которых большой важности для контрразведки не представляли. Наибольший интерес вызвали тысячи депеш НКВД и ГРУ, из которых удалось прочесть в общей сложности всего около 2900. В последующие годы НКВД, возможно, предупреждённый агентами о взломе, перестал использовать ключи повторно, и возможность расшифровки была утрачена. Работа над старыми шифровками продолжалась до 1980 года. По словам советского перебежчика Владимира Петрова, бежавшего на запад в апреле 1954 года, к тому моменту советские спецслужбы уже давно были в курсе операции «Венона».
В результате расшифровки американцами были раскрыты многие из агентов советской разведки, в том числе и те, кто получил доступ к секретам разработки атомного оружия. Одним из самых громких и важных дел стало дело о шпионской сети Розенбергов. В 1949 году ФБР на основании анализа перехваченных и расшифрованных депеш смогло установить, что агенты под кодовым названием «Рест» и «Чарльз» есть одно и то же лицо — физик Клаус Фукс. В том же году последовал его арест. На следствии Фукс признался в шпионаже и выдал связного — Гарри Голда. В силу нехватки курьеров Гарри Голд отвечал за связь с Дэвидом Гринглассом, работавшим на ядерном проекте «Манхэттен». На основании показаний Гарри Голда и анализа радиограмм в ФБР заключили, что именно Грингласс — агент «Калибр». В 1950 году Грингласс был арестован и выдал своего шурина — Юлиуса Розенберга. В том же году ФБР смогло заключить, что агенты по кличке «Либерал» и «Антенна» есть одно лицо — Юлиус Розенберг, и что именно он стоит во главе шпионской сети. В нелегальной деятельности были замешаны жена Грингласса Рут, а также жена Юлиуса Розенберга Этель (в девичестве Грингласс), она же сестра Грингласса. В то время, кроме показаний Грингласса, не было сильных доказательств вины Этель и Рут. Поскольку Грингласс был заинтересован в исходе дела, многие выражали сомнения в виновности Этель или даже Юлиуса Розенберга. Сами Розенберги отрицали свою вину, а на вопросы о коммунистических убеждениях отказывались отвечать, используя Пятую поправку. Отказ от сотрудничества со следствием и ряд других обстоятельств привели их на электрический стул.
После публикации документов «Веноны» в 1995 году стало невозможным говорить о невиновности Розенбергов, так как в депешах их активность ясна. Вопрос о степени вины каждого из участников и, особенно, справедливой меры наказания не может, естественно, быть решён техническими средствами. В итоге Розенберги остались единственными американцами, казнёнными за шпионаж в годы «холодной войны». Теодор Холл, вина которого была доказана только «Веноной», вообще остался безнаказанным и сделал успешную научную карьеру. Мередит Гарднер, усилиями которого Розенберги были разоблачены, говорил, что он — против смертной казни: «Эти люди хотя бы верили в то, что делали». Офицер-ветеран ФБР Роберт Лэмфер, работавший с Гарднером, рекомендовал тюремное заключение для Этель Розенберг, а для Юлиуса Розенберга — казнь, но только в том случае, если он не начнёт сотрудничать со следствием. В случае признания Розенбергов Лэмфер рассчитывал отдать под суд за шпионаж ещё около пятнадцати человек. Против смертной казни для Этель Розенберг был даже директор ФБР Дж. Э. Гувер. Признания Розенбергов ждали до последней минуты. Уже после вынесения приговора Розенбергам агенты ФБР конфиденциально сообщили судье Ирвингу Кауфману величайшую тайну перехвата и расшифровки сообщений, из которых следовало, что Юлиус был главой разведывательной сети, а Этель не могла не знать об этом. ФБР не сообщило об этом до вынесения приговора, чтобы не влиять на судебное решение, но сообщило после, чтобы дать судье некоторое душевное облегчение после вынесения столь сурового приговора. «Венона» не показала прямой вины Этель, и ей не было приписано никакого кодового имени. Профессиональный советский разведчик А. С. Феклисов упоминал Этель в своих мемуарах. Феклисов перед встречей с Юлиусом заходил в магазин, и если Этель тоже там, значит, явка безопасна. Феклисов тоже утверждает, что Этель знала о шпионской деятельности мужа, но, по сути дела, не участвовала в ней.
Проект «Венона» в целом надо считать успешным, а учитывая сложность системы шифровки, даже очень успешным. Успех, однако, касался только нескольких лет. Довольно скоро московский центр был предупреждён. Согласно ЦРУ, это сделали Уильям Вайсбанд и Ким Филби. Имя Вайсбанда, малоизвестного широкой публике, было указано ФБР Дж.О.Йорком, кодовое имя «Игла». Вайсбанд был консультантом по русскому языку и имел доступ ко многим частям проекта «Венона». Мередит Гарднер вспоминал впоследствии, что Вайсбанд, особенно интересовавшийся расшифровкой советских депеш, находился в комнате, когда Гарднер смог прочесть первую телеграмму. Против Вайсбанда не было доказательств; его удалось осудить только на год заключения за неуважение к суду.
Ким Филби рано узнал о «Веноне». Он успел предупредить Маклейна и Бёрджесса и сбежал сам, так что его идентификация в проекте «Венона» несколько запоздала.